# Janus Films
Janus Films é uma produtora e distribuidora de filmes estadunidense. Com sede em Nova Iorque, está em atividade desde 1956 e centra sua produção em documentários e filmes cult. Distribuiu em seu país de origem inúmeras obras de Michelangelo Antonioni, Sergei Eisenstein, Ingmar Bergman, Federico Fellini, Akira Kurosawa, François Truffaut e Yasujirō Ozu.
A empresa foi fundada por Bryant Haliday e Cyrus Harvey, Jr., no histórico Brattle Theatre, um cineteatro no Harvard Square, Cambridge, no estado de Massachusetts.